# 피서산장
피서산장(중국어: 承德避暑山庄, 병음: Bìshǔ Shānzhuāng, 영어: Chengde Mountain Resort)은 중국에서 가장 큰 황실 정원이다. 피서산장(避暑山莊) 또는 이궁(離宮)이라고 불리며, 중국 허베이성，청더(承德市)에 있다. 청나라 때 별궁으로, 여름에는 황제의 집무를 이곳에서 보면서 피서별궁과 열하행궁으로 불렸다. 중국 사대 정원 중의 하나이다. 총면적 5.46제곱km로, 주위의 성벽은 10킬로미터나 된다.

## 역사
청의 황제는 선양(당시의 봉천)에 제사를 지내러 갈 때마다 황제는 요양과 휴식을 위하여 청더에 머물렀다. 청더는 계절과 날씨가 좋고, 자연이 수려하며, 풍경이 아름답기에 황제가 쉴 만한 곳이었던 것이다. 청더에는 온천 등도 있었기 때문에 강희제는 결국 1703년에 청더에 2개의 별궁을 짓기로 결정한다. 이후 옹정제를 거쳐 1741년 건륭제 때 대규모 정비가 이루어져, 준공으로부터 87년이 지난 1790년에 완성하고, 외팔묘를 궁 밖에 짓기 시작한다. 이곳은 청나라 전기의 황제의 여름 집무지로, 정치, 군사, 외교 등의 국가대사에 중요한 역할을 한 곳이다. 이런 이유로 베이징 다음가는 제2의 정치 중심으로 불렸다.

### 강희제
강희제는 매년 입추 이후 목란위장을 찾아 20여일에 걸쳐 사냥을 했으며 피서산장으로 돌아와 쉬었다. 산장 정궁의 오문에 걸려있는 '피서산장'이라는 현판은 강희제가 직접 쓴 것이다. 그는 피서산장에서 북방의 소수민족들과 잦은 만남을 가지며 우호관계를 유지하였다. 열하행궁과 그 주변에 있는 사당에서는 소수민족의 종교적 의식을 거행하였다. 피서산장은 그가 유약하지 않도록 사냥을 함으로 문과 무의 균형을 유지하는 장소였다.

### 건륭제
1793년 영국 사절단이 피서산장에 있던 건륭제를 만나기 위하여 도착하였다. 영국 사절단은 텐진과 닝보 그리고 저우산 등을 개항할 것과 광저우 부근의 일부 토지를 거류지로 할양해 줄 것을 요구했으나 건륭제는 모두 거절하였다.

### 함풍제
1860년 제2차 아편 전쟁 때 영-프 연합군이 베이징에 난입하여 황제는 이곳으로 피난을 와서 이듬해 피서산장에서 사망하였다. 이후 권력을 잡은 자희태후는 함풍제때 시작된 보수공사를 모두 중지하라고 명하였고, 피서산장 대신에 이화원을 건설하였다.

### 만주국
1933년에는 일본 군대가 이곳에 주둔하고 만주국을 세웠으며, 이곳의 문화재를 약탈해 갔다.

### 중화인민공화국
1961년에야 전국중점문물보호단위로 선정되었으며, 1994년에는 외팔묘와 함께 세계문화유산으로 지정되었다.

## 건축

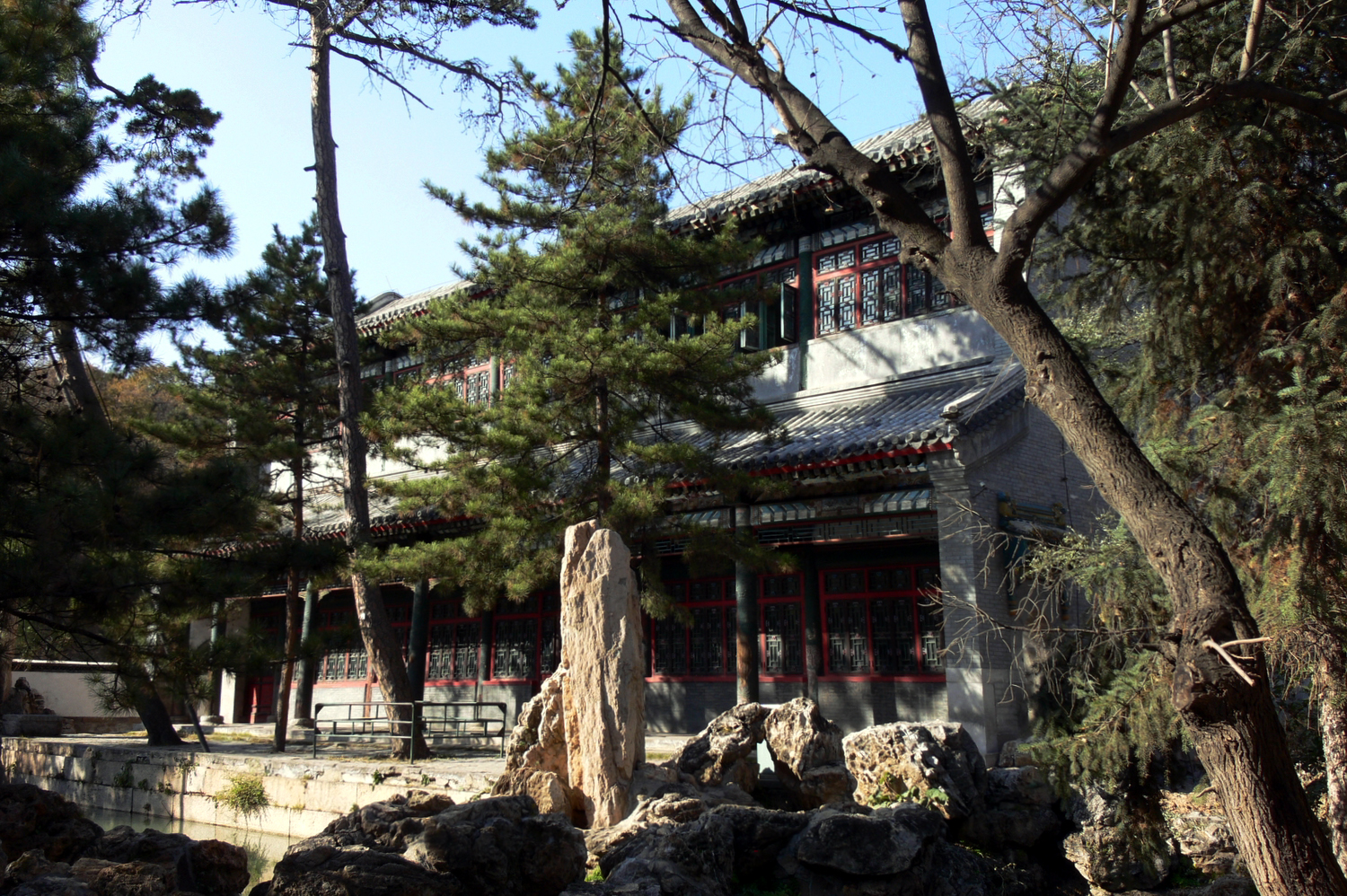
문진각

피서산장의 건축은 중국 강남지방의 훌륭한 정원과 명승을 참고해 지어졌다고 한다. 특히 쑤저우의 사자림과 한산사, 항저우의 무릉사와 육화탑, 진강의 금산정, 가흥의 연우루 등의 명소들을 모방하였다고 전해진다. 내몽골과 대흥안령 등으로부터 소나무를 가져와 건축물에 이용했다고 한다. 또 원내에는 사고전서가 소장되어 있다. 피서산장과 주변 사원의 경치는 자연환경과 건축물의 조화를 보여 주는 훌륭한 사례로, 현대에 까지도 경관 설계에 큰 영향을 끼치고 있다. 피서산장은 청나라 황제가 머물던 정원 형태의 궁전이며, 사회·정치·역사적으로 큰 의의가 있다. 더욱이 이곳은 중국 봉건사회의 마지막 전성기를 구체적으로 보여준다. 피서산장은 궁전 구역과 자연경관 구역(호수, 평원, 산악 구역)으로 이루어져 있다. 100,200m2에 달하는 궁전 구역은 남쪽에 자리 잡고 있는데, 청 황제가 그 궁전에 기거하면서 행정 사무 및 의식을 치르는 장소였다.
이 구역은 정궁(正宮), 송학재(松鶴齋)·만예송풍(萬叡松風)·동궁(東宮)을 포함한 네 그룹의 건물들로 구성되는데, 건물들은 중국 전통의 간결한 양식으로 지어졌지만 황제의 근엄함도 갖추고 있다. 남동쪽에 위치한 496,000m2의 호수 구역은 중국의 신화를 바탕으로 전통적인 중국 정원 양식에 맞게끔 설계되었다. 이 구역에는 장강 남부 지역과 비슷한 경치를 만들어내는 8개의 호수와 여러 건물이 있다.
북쪽으로 펼쳐진 평원 구역은 607,000m2 규모이며, 서쪽의 초원과 동쪽의 산림 구역으로 나뉜다. 그중 초원 구역에서는 말의 경주가 열렸고, 나머지는 특별한 손님을 모시는 정치적 접대소 역할을 했다. 이곳의 이름은 ‘만 그루의 나무가 있는 정원’이라는 뜻의 만수원(萬樹園)이다. 이 산림의 서쪽 구역에는 황제의 가장 큰 장서각 중 하나인 문진각(文津閣)이 있고, 또 다른 여러 건물들은 풍경 사이사이에 들어서 있다.
북서쪽에 위치한 산악 구역에는 400,000m2가 넘는 광대한 부지와 4개의 큰 협곡(정자, 송림, 예서, 송운)으로 이루어져 있다. 이 구역에 세워졌던 전당과 정자, 사원, 수도원 가운데 지금은 40여 채의 잔해만이 남아 있다. 피서산장 주변의 사원은 몽골인과 티베트인 등 소수민족에 대한 유화 정책과 국경지역 통치를 강화하려는 방안으로 세워졌다. 12개의 라마교 사원들은 각기 다른 건축 양식을 보여 준다. 그 가운데 보녕사(普寧寺), 보우사(普佑寺), 안원묘(安遠廟), 보락사(普樂寺)는 건축학적으로 한족 양식과 티베트 양식의 조합이라는 특징이 나타나는데, 사원의 앞면은 한족 양식이지만 뒷면은 티베트 양식으로 되어 있다. 보락사의 상락왕불(上樂王佛)과 보녕사의 관음상이 보여주는 이미지들의 기교와 예술성은 특히 유명하다.

## 한국 문학 속의 피서산장
이곳은 현재의 승덕(承德 청더, 옛 지명 열하熱河)의 열하행궁(熱河行宮)이라고도 칭하는데, 1780년 조선 정조 4년 사행단의 총지휘자 삼종형(三從兄 팔촌형) 박명원의 수행 비서역에 해당하는 군관자제 신분으로 따라가면서 적은 연암 박지원의 전 26권의 열하일기는 조선을 출발하여 이곳에 도착하여 건륭제를 만나는 과정을 적은 기행문이다.
조선 사신단은 열하(熱河)에서 1780년 음력 8월 9일부터 8월 14일까지 6일간 머무는데 이에 대한 박지원의 기록이 열하일기 제6권 태학유관록(太學留館錄)에 담겨 있다.
특히 피서산장에 관한 기록은 마지막권인 26권 피서록(避署錄)에 잘 나타난다. 당시의 연암의 행적은 한양을 출발해 압록강을 거쳐 박천, 의주, 풍성, 요양, 거류하, 북진, 산해관, 옥전, 연경 그리고 목적지인 열하(청더)까지 장장 사개월간의 빡빡한 일정이었다.

## 같이 보기
- 외팔묘
- 열하일기
- 중국세계유산